# Comuna Poricicea, Veselînove
Poricicea (în ucraineană Поріччя) este o comună în raionul Veselînove, regiunea Mîkolaiiv, Ucraina, formată din satele Hradivka și Poricicea (reședința).

## Demografie
Componența lingvistică a comunei Poricicea
     Ucraineană (90,79%)
     Rusă (7,04%)
     Română (1,24%)
     Alte limbi (0,39%)
Conform recensământului din 2001, majoritatea populației comunei Poricicea era vorbitoare de ucraineană (90,79%), existând în minoritate și vorbitori de rusă (7,04%) și română (1,24%).